# 秦家駅
秦家駅（しんかえき）とは、中華人民共和国黒竜江省綏化市北林区に位置する浜北線の駅。

## 歴史
- 1928年　開業。

## 隣の駅
中華人民共和国鉄道部
浜北線
綏化駅 - 瀋家駅 - 四方台駅